# Nuria Montes de Diego
Nuria Montes de Diego   (Madrid, 29 d'octubre de 1969) una política i empresària valenciana d'origen madrileny, consellera d'Innovació, Indústria, Comerç i Turisme de la Generalitat Valenciana a l'XI legislatura en el govern presidit per Carlos Mazón.

## Biografia
Montes de Diego naix a Madrid però amb només set anys se'n va a viure a Alacant on es llicencia en Dret a la Universitat d'Alacant. S'especialitza en Direcció i Administració d'Empreses per Confederació Empresarial de la província d'Alacant i en assessoria empresarial. L'any 1995 comença la seua vinculació amb la patronal hostalera HOSBEC on ha estat secretària general des d'on ha estat asseguda a les meses de direcció d'entitats com la Confederació Empresarial Valenciana (CEV) o el consell de turisme de la CEOE.
Amb el canvi de govern a la Generalitat Valenciana protagonitzat pel Partit Popular (PP) i Vox en les eleccions del 2023, el nou president Carlos Mazón nomena Nuria Montes consellera del departament d'Innovació, Indústria, Comerç i Turisme.

Després del desastre causat per la gota freda de 2024 va fer unes declaracions sobre la gestió de les restes de les víctimes que van aixecar una gran indignació. La consellera va dir: 
| «                                                                                    | No es lliuraran cossos a famílies. No es permetrà l’accés de familiars a la zona on tenim custodiats tots els morts, de manera que hauran d’esperar, obligatòriament, la trucada del jutjat i el lliurament de la documentació pertinent. Les famílies, el millor lloc on poden esperar les notícies és a casa seva. | » |
| — Núria Montes, consellera d’Innovació, Indústria, Comerç i Turisme. 1 novembre 2024 | |   |

 Més tard, en veure la reacció que havien provocat les seves paraules va demanar perdó. El 15 de novembre de 2024, durant la compareixença a les Corts Valencianes per a explicar la gestió de la catàstrofe, el president de la Generalitat va anunciar una crisi de govern per a abordar la gestió de la catàstrofe creant una estructura de Govern renovada amb una nova vicepresidència per a la recuperació econòmica i social, i una conselleria d'Emergències, i el 18 de novembre va destituir Nuria Montes com a consellera d'Innovació, Indústria, Comerç i Turisme, nomenant en substitució la presidenta executiva de l'Associació Valenciana d'Empresaris del Calcer (Avecal), Marián Cano. Montes es va reincorporar a la direcció HOSBEC al poc temps de ser cessada com a consellera de la Generalitat.
El fiscal anticorrupció va obrir una investigació arran d'una denuncia de Compromís a la Diputació d'Alacant en la qual acusaven a HOSBEC, i a Nuria Montes, d'haver actuat d'empresa pantalla per a l'adjudicació d'un contracte de publicitat a un grup d'empreses molt vinculat a Carlos Mazón i en el qual també es va incloure el sou de Montes com a executiva de la patronal hotelera.